# 창원 유씨 4위 정려
창원 유씨 4위 정려는 대한민국 충청남도 천안시 동남구에 있다. 1995년 5월 10일 천안시의 향토문화유산 제6호로 지정되었다.

## 개요
유언겸의 효행을 기리고자 세웠으며, 그와 관련하여 호랑이 일화가 있다.